# Église Saint-Roch de Domeyrat
L'église Saint-Roch est une église catholique située à Domeyrat, en France.

## Localisation
L'église est située dans le département français de la Haute-Loire, sur la commune de Domeyrat.

## Historique
L'édifice a été entièrement bâti au XIIe siècle.
Il est classé au titre des monuments historiques en 1910.